# Barrunte
En la Edad Media, se llamaba barrunte al espía o confidente. La ley 44. tit. 26 de la Partida 2ª dice:

Barruntes son llamados aquellos omes que andan con los enemigos é saben su fecho de ellos, porque aperciben á aquellos que los envian que se puedan guardar.

Dicha ley distingue entre barrunte y lengua.

E otros hay que van á tomar lengua. E esto es quando los omes quieren yr en hueste ó en cavalgada é non saben fecho de los enemigos ciertamente, é embian algunos omes que tomen ome ó mujer, el primero que fallaren, porque puedan aver sabidoria dellos. E como que también los barruntes que diximos, como estos, es su officio de dar sabidoria de los enemigos á los suyos, con todo eso hay departimiento entre ellos. Ca los Barruntes la han á dar por si; é los otros por aquellos que prendieren.

El legislador no los olvida en la repartición del botín, sobre la cual da reglas minuciosas y equitativas todo el tít. 26 de la notable Partida 2ª. 

Ca derecho es—dice—que assi como quando esto non ficiessen lealmente, deven rescebir muerte por ello: otrosí es muy guisado que ayan buen gualardon, quando bien lo fiziessen